# Мегді Зейдванд
Мегді Зейдванд (перс. مهدی زیدوند; нар. 12 серпня 1992) — іранський борець греко-римського стилю, срібний та бронзовий призер чемпіонатів Азії, володар та бронзовий призер Кубків світу.

## Життєпис
Боротьбою почав займатися з 2005 року. У 2009 році став чемпіоном Азії серед кадетів. Через два роки такого ж успіху досяг на юніорській континентальній першості. У 2009 році став бронзовим призером чемпіонату Азії серед юніорів.
Виступає за борцівський клуб «Шохада» Андімешк. Тренер — Мехрзас Галаванд.

## Спортивні результати на міжнародних змаганнях

### Виступи на Чемпіонатах світу
| Змагання                        | Збірна | Вагова категорія                 | Місце |
| ------------------------------- | ------ | -------------------------------- | ----- |
| Чемпіонат світу з боротьби 2015 | Іран   | греко-римська боротьба, до 66 кг | 32    |

### Виступи на Чемпіонатах Азії
| Змагання                       | Збірна | Вагова категорія                 | Місце  |
| ------------------------------ | ------ | -------------------------------- | ------ |
| Чемпіонат Азії з боротьби 2013 | Іран   | греко-римська боротьба, до 66 кг | Срібло |
| Чемпіонат Азії з боротьби 2016 | Іран   | греко-римська боротьба, до 66 кг | Бронза |

### Виступи на Кубках світу
| Змагання                    | Збірна | Вагова категорія                 | Місце  |
| --------------------------- | ------ | -------------------------------- | ------ |
| Кубок світу з боротьби 2016 | Іран   | греко-римська боротьба, до 66 кг | Золото |
| Кубок світу з боротьби 2017 | Іран   | греко-римська боротьба, до 66 кг | Бронза |

### Виступи на інших змаганнях
| Змагання                                   | Збірна | Вагова категорія                 | Місце  |
| ------------------------------------------ | ------ | -------------------------------- | ------ |
| Кубок Ядегара Імама 2010                   | Іран   | греко-римська боротьба, до 66 кг | 16     |
| Золотий Гран-прі з боротьби 2012 (Стамбул) | Іран   | греко-римська боротьба, до 66 кг | 20     |
| Кубок Ядегара Імама 2012                   | Іран   | греко-римська боротьба, до 66 кг | 7      |
| Кубок Ядегара Імама 2014                   | Іран   | греко-римська боротьба, до 66 кг | 9      |
| Кубок Владислава Пітласинські 2015         | Іран   | греко-римська боротьба, до 66 кг | 5      |
| Золотий Гран-прі з боротьби 2015           | Іран   | греко-римська боротьба, до 66 кг | Золото |
| Кубок Тахті 2016                           | Іран   | греко-римська боротьба, до 66 кг | Золото |
| Кубок Владислава Пітласинські 2016         | Іран   | греко-римська боротьба, до 66 кг | Золото |
| Ігри ісламської солідарності 2017          | Іран   | греко-римська боротьба, до 66 кг | Бронза |

### Виступи на змаганнях молодших вікових груп
| Змагання                                      | Збірна | Вагова категорія                 | Місце  |
| --------------------------------------------- | ------ | -------------------------------- | ------ |
| Чемпіонат Азії з боротьби серед кадетів 2009  | Іран   | греко-римська боротьба, до 69 кг | Золото |
| Чемпіонат світу з боротьби серед кадетів 2014 | Іран   | греко-римська боротьба, до 63 кг | 13     |
| Чемпіонат Азії з боротьби серед юніорів 2011  | Іран   | греко-римська боротьба, до 66 кг | Золото |
| Чемпіонат світу з боротьби серед юніорів 2011 | Іран   | греко-римська боротьба, до 66 кг | 8      |
| Чемпіонат світу з боротьби серед юніорів 2012 | Іран   | греко-римська боротьба, до 66 кг | Бронза |